# Acetomlečna kiselina
α-Acetomlečna kiselina (α-acetolaktat) je prekurzor u biosintezi aminokiselina razgranatog lanca valina i leucina. α-Acetomlečna kiselina se formira iz dva molekula piruvatne kiseline posredstvom acetolaktatne sintaze. α-Acetomlečna kiselina se može dekarboksilovati alfa-acetolaktatnom dekarboksilazom čime se formira acetoin.

## Literatura
- Wood, B. J. B.; Holzapfel, W. H. (1995). „Carbohydrate Metabolism”. The Lactic Acid Bacteria: The genera of lactic acid bacteria. 2. Springer. стр. 185—186. ISBN 978-0-7514-0215-5.
- Marth, E. H.; Steele, J. L. (2001). „Genetics of Lactic acid bacteria”. Applied dairy microbiology. 110 of Food science and technology. A series of monographs. CRC Press. стр. 283. ISBN 978-0-8247-0536-7.